# ClearOS
ClearOS为一款Linux发行版，是RHEL的衍生版本。该发行版面向小型公司及分布式企业环境设计。有ClearOS Enterprise和ClearOS Core两种版本。

## 外部連結
- 官方网站